# Chris Morris (Satiriker)
Christopher „Chris“ Morris (* 5. September 1962 in Buckden, Cambridgeshire, England) ist ein britischer Satiriker, Komiker, Drehbuchautor, Regisseur, Schauspieler und ehemaliger Radiomoderator.

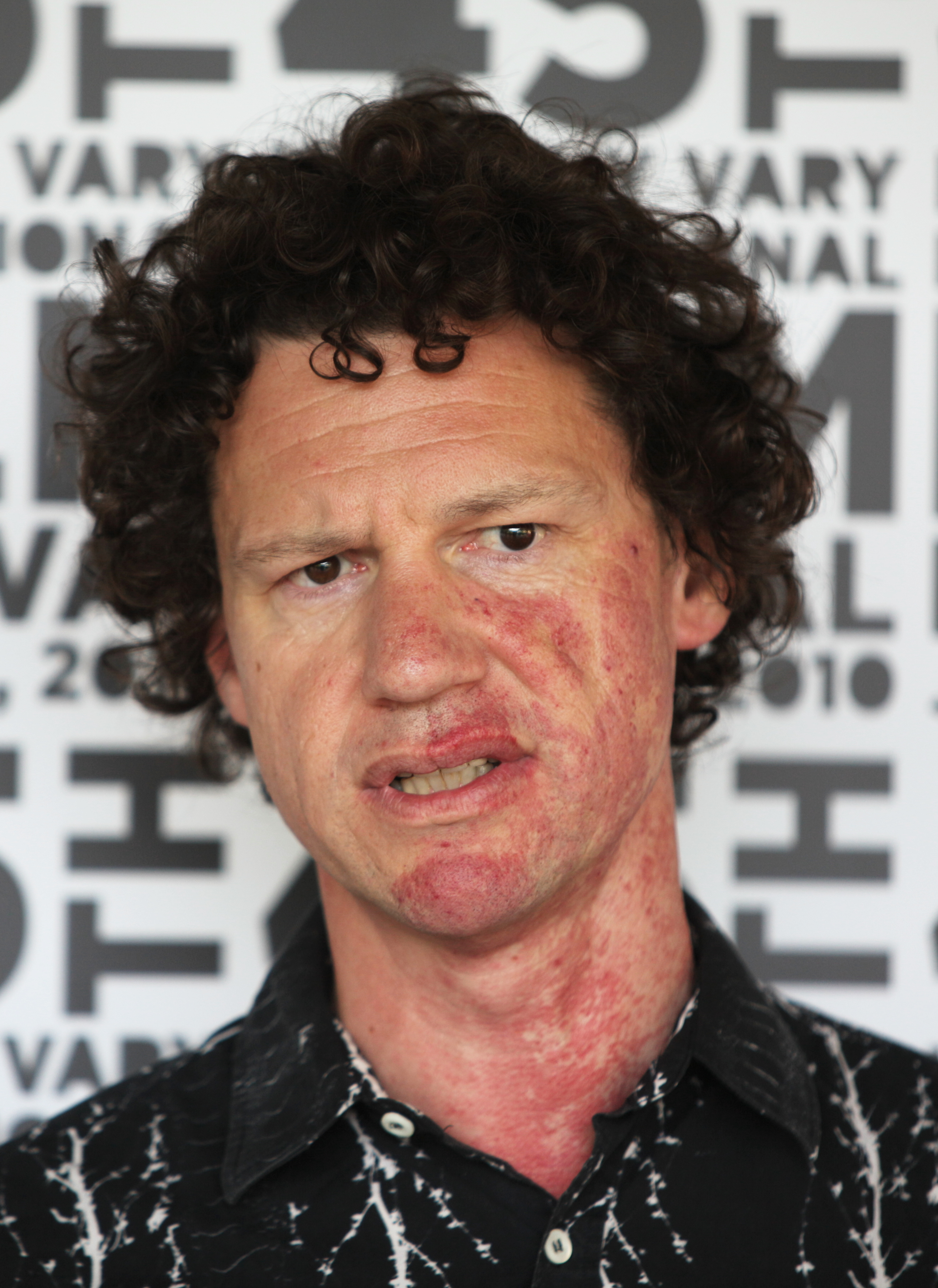
Chris Morris (2010)

## Leben
Bekannt ist er vor allem als Schöpfer, Autor und Hauptdarsteller der Fernsehsendungen The Day Today und Brass Eye, die in erster Linie Nachrichtenberichterstattung im britischen Fernsehen satirisch thematisierten bzw. parodierten. Für seinen Kurzfilm My Wrongs 8245-8249 and 117 gewann Morris 2003 einen British Academy Film Award in der Kategorie Bester Kurzfilm.
Im Jahr 2010 erschien Morris’ erster Kinofilm Four Lions, eine satirische schwarze Komödie, die von islamistischen Selbstmordattentätern handelt. Morris erhielt für sein Langfilmdebüt seinen zweiten BAFTA, diesmal in der Kategorie  Beste Nachwuchsleistung.

## Filmografie
- 1997: I’m Alan Partridge (TV-Serie, eine Folge)
- 1997–2001: Brass Eye (TV-Serie, sieben Folgen)
- 1998: Big Train (TV-Serie, eine Folge)
- 2002: My Wrongs 8245-8249 and 117 (Kurzfilm)
- 2005: Nathan Barley (TV-Serie, eine Folge)
- 2006–2008: The IT Crowd (TV-Serie, sieben Folgen)
- 2009: Four Lions
- 2012: Veep – Die Vizepräsidentin (Veep) (TV-Serie, 3 Folgen)
- 2013: The Double
- 2019: Der Tag wird kommen (The Day Shall Come)